# Centrale idroelettrica di Villa

## Caratteristiche
La centrale idroelettrica di Villa prende il nome dalla borgata Villa di Ceresole Reale.
Entrata in servizio nel 1962, fa parte del sistema della Valle dell'Orco, comprendente:
- i due serbatoi Agnel e Serrù che l'alimentano (rispettivamente capacità pari a 2,14 e 14,5 milioni di metri cubi), mentre le acque di scarico della centrale confluiscono nel serbatoio di Ceresole
- il serbatoio di Ceresole che, insieme alle acque del serbatoio Valsoera, alimenta la centrale di Rosone
- la centrale di Bardonetto, che riceve le acque di scarico della centrale di Rosone
- la centrale idroelettrica di Pont che riceve le acque dalla centrale di Bardonetto.

La generazione di energia elettrica è affidata ad un unico gruppo da 40 MW, avente capacità produttiva annua pari a circa 80 GWh.